# ТРЦ Караван
«Караван Megastore» (у Києві з 2019 року має назву «Караван Outlet») — мережа торговельно-розважальних центрів в Україні, актив компанії DCH Real Estate.

## Крамниці
ТРЦ «Караван» працюють в Києві, Харкові та Дніпрі. Мережа має площу 250 тис. м2.
Гіпермаркет «Караван» (у Чернівцях та Житомирі, раніше і в Києві теж був) — орендар однойменного ТРЦ, керівною компанією якого є DCH Real Estate. Як і близько 600 інших крамниць, гіпермаркет «Караван» розташований на території ТРЦ «Караван». Жодного впливу на діяльність чи будь-які рішення гіпермаркету «Караван» DCH Real Estate не має.

### Shopping mall
- Київ — перший ТРЦ відкрився 2003 року. ТРЦ має автостоянку для клієнтів на 1700 місць. Після ремонту, 7 грудня 2019 року пройшло офіційне відкриття оновленого ТРЦ. Після оновлення він має назву «Караван Outlet»[4].
- Дніпро — має серед іншого ковзанку.
- Харків — має меблевий гіпермаркет.

### Гіпермаркети
- Чернівці
- Житомир
- Донецьк (до 2014 року)

## Цікаві факти
- 26 вересня 2012 року в київському ТРЦ «Караван» невідомий чоловік був спійманий на крадіжці зарядного пристрою (попередньо повідомлялося про викрадення флеш-накопичувача). Затриманий був заведений до кімнати охорони, де залишився разом з чотирма охоронцями, після чого дістав пістолет і відкрив вогонь. Троє охоронників загинули на місці; четвертий потрапив у реанімацію з важкими пораненнями. «Караванський стрілок» безперешкодно втік. Орієнтування були розіслані по всій Україні. За інформацію про особу злочинця керівництвом «Каравану» була оголошена винагорода розміром у 100 тис. грн[5][6][7][8][9][10][11][12]